# Agricultura en Israel

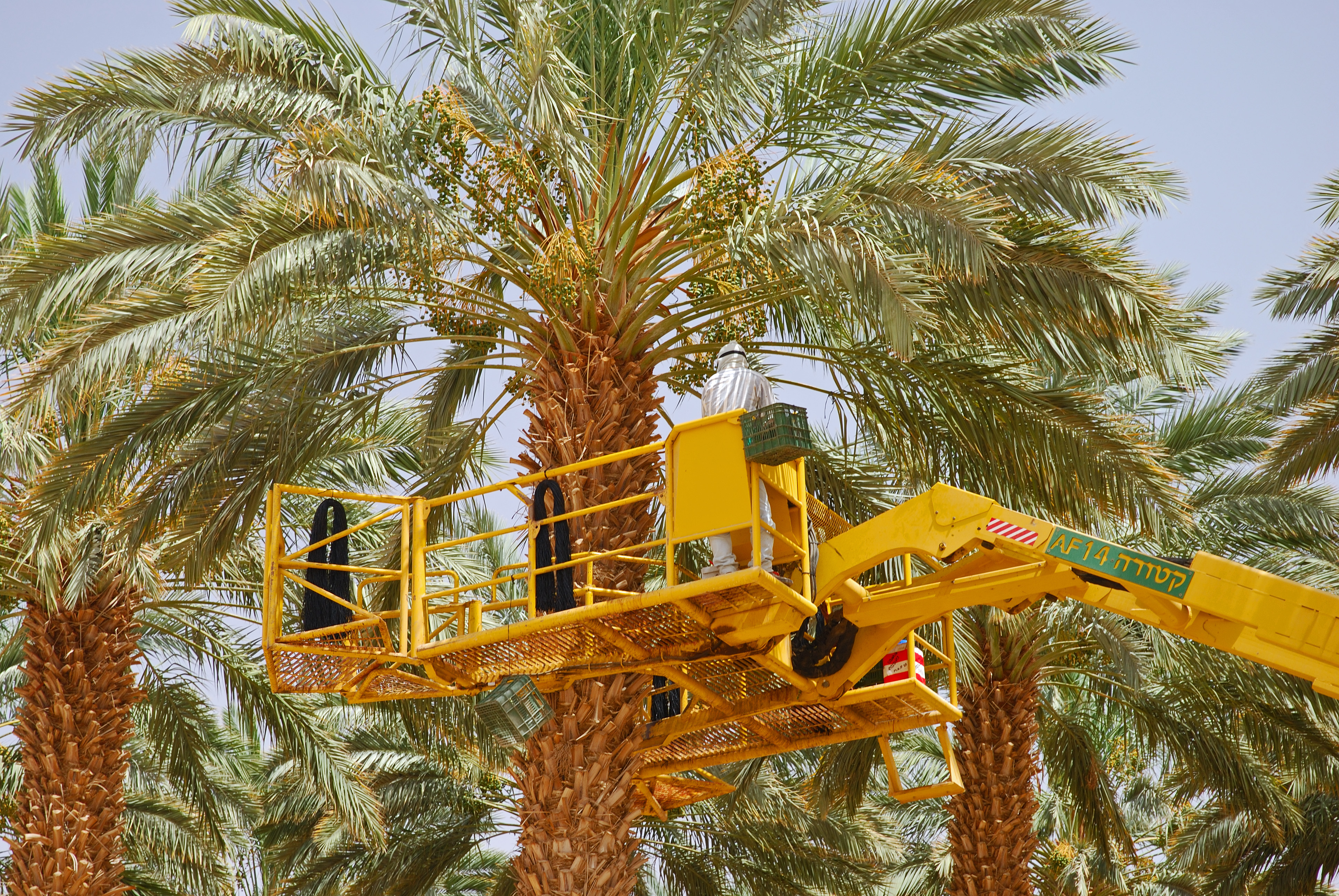
Recolección de dátiles en Israel

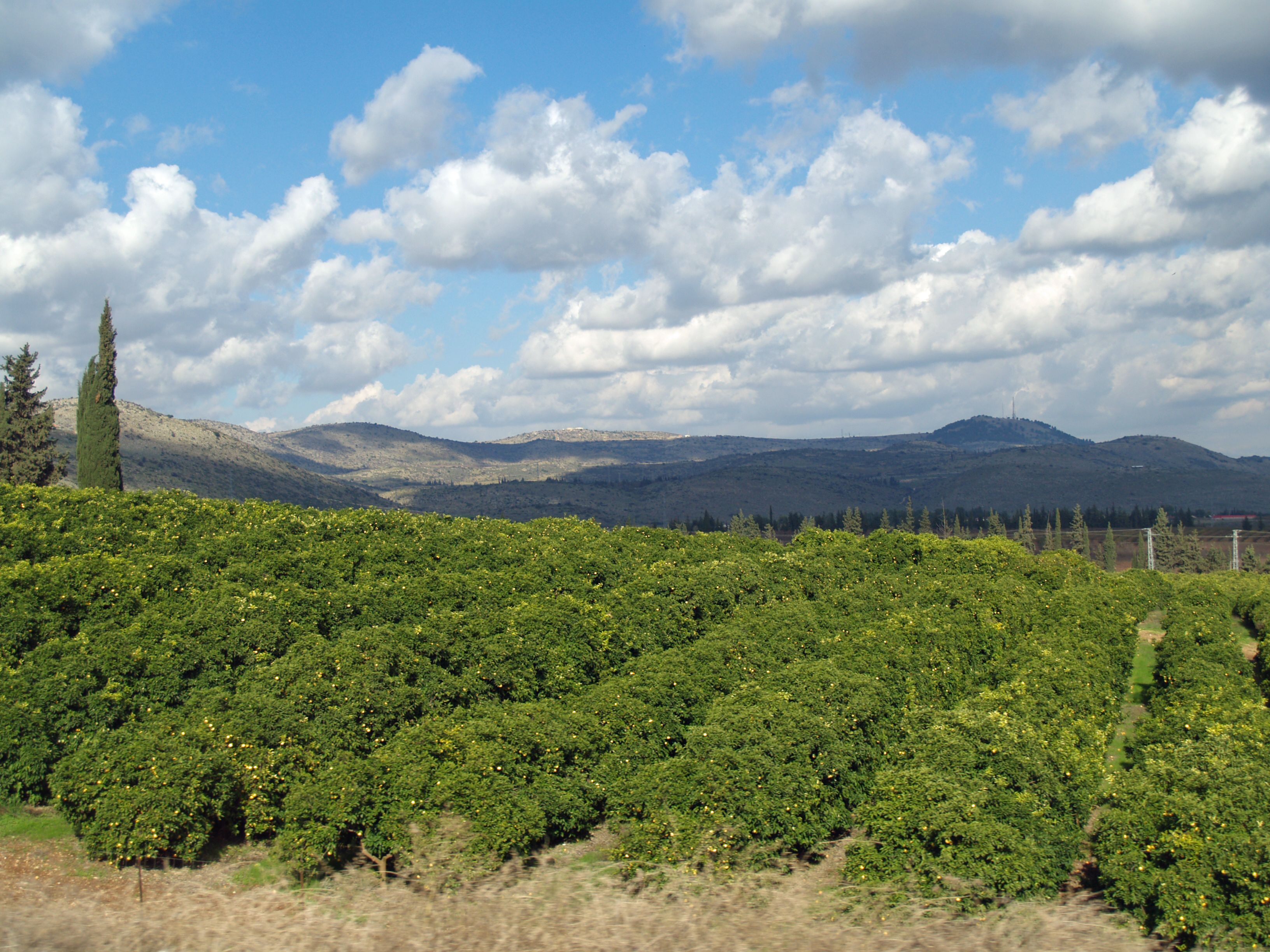
Plantación de limoneros en Galilea

La agricultura en Israel es una industria altamente desarrollada. Israel es un gran exportador de productos agrícolas y es líder mundial en tecnologías agrícolas, a pesar de que la geografía de Israel no favorece el desarrollo de la agricultura: más de la mitad de la superficie de Israel es desértica y el clima, así como la falta de agua, no propician el cultivo. Sólo el 20% de la tierra es cultivable de forma natural. En 2008, la agricultura representaba 2.5% del PIB y 3.6% de la exportación. Si bien los agricultores representan sólo el 3.7% de la fuerza laboral, Israel cubre el 95% de sus necesidades alimenticias, completándolo con importaciones de cereales, semillas oleaginosas, carne, café, cacao y azúcar.
De Israel proceden dos tipos de comunidades agrícolas, el kibutz y el moshav, que se desarrollaron cuando inmigrantes judíos de todas partes del mundo se instalaron en Israel y lanzaron iniciativas agrícolas pioneras. En 2016, los kibutz proporcionaban a Israel alrededor del 40% de su producción agrícola.